# 满文军
满文军（1969年4月22日—），中国歌手，北京市平谷区祖务村人。因曾涉毒被中国广电总局一度列为「劣跡艺人」。

## 生平
满文军出生于一个农民家庭，1986年参加北京农村歌手大奖赛，获得优秀歌手奖，开始走上职业音乐人道路，1992年开始在歌厅驻唱为生。1996年，满文军以一首《懂你》拿下了中央电视台全国青年歌手电视大奖赛通俗唱法专业组第一名，从而成名。1998年8月与李俐结婚。

## 音乐专辑
| 专辑   | 专辑资料                                                             | 曲目 |
| ------ | -------------------------------------------------------------------- | --- |
| 第一张 | 《懂你》 - 发行公司：正大国际 - 發行日期：1997-07-23                 | 曲目 1. 让你的天空最美 2. 承诺 3. 只要你肯对我说 4. 懂你 5. 想爱也难 6. 岁月的眼泪 7. 真心快乐 8. 陌生而熟悉                                                                 |
| 第二张 | 《望乡》 - 发行公司：正大国际 - 發行日期：1999-09-01                 | 曲目 1. 望乡 2. 牵心 3. 换个心情 4. 错过 5. 轻轻走近你 6. 让你幸福在每一天 7. 海无边际 8. 真心快乐 9. 让你的天空最美 10. 三心二意                                            |
| 第三张 | 《爱无界》 - 发行公司：新索音乐 - 發行日期：2001-03-01               | 曲目 1. 爱无界 2. 人子 3. 为爱而生 4. 离家 5. 不在你身边 6. 天地苍茫时 7. 我们相爱了 8. 闻笛 9. 爱每一个我 10. 不想见到月光                                                  |
| 精選輯 | 《心满意足 (新歌+精选)》 - 发行公司：正大国际 - 發行日期：2001-09-03 | 曲目 1. 希望 2. 美人 3. 岁月的眼泪 4. 懂你 5. 只要你肯对我说 6. 千来基业 7. 我的世界为你留住春天 8. 望乡 9. 承诺 10. 让你的天空最美 11. 让你幸福在每一天 12. 梦里潮汐        |
| 第四张 | 《我需要你》 - 发行公司：新索音乐 - 發行日期：2002-09-10             | 曲目 1. 今生今世 2. 故事 3. 爱过你 4. 你不要的回忆 5. 美丽的你 6. 没有你的城市 7. 最可靠的朋友 8. 我需要你 9. 桃花深处 10. 这一颗心                                          |
| 第五张 | 《思念的季节+我听》 - 发行公司：新索音乐 - 發行日期：2004-11-23      | 曲目 1. 一笔勾销 2. 残酷的美好 3. 再会吧 4. 小时候 5. 懂我 6. 因为有爱 7. 门 8. 幸福谣 9. 散去 10. 那一年那一天                                                              |
| 第六张 | 《了解》 - 发行公司：太合麦田 - 發行日期：2006-04-24                 | 曲目 1. 爱一个人需要理由吗 2. 了解 3. 你带走的不仅是我的梦 4. 曲终人不散 5. 你的歌 6. 落幕机场 7. 要你幸福 8. 不要松开我的手 9. 盼我回家的人 10. 满载而归 11. 与世界一起跑   |
| 第七张 | 《彼岸》 - 发行公司：太合麦田 - 發行日期：2008-12-02                 | 曲目 1. 独领风骚 2. 鸢尾花 3. 彼岸 4. 色彩 5. 逆风而起 6. 自由我心 Free Your Mind 7. 你还会记得吗 8. 最好的时光 9. 鸢尾花 (节奏版) 10. 有没有人像我一样爱你                  |
| 单曲   | 《爱，唱给你听》 - 发行公司：太合麦田 - 發行日期：2009-11-09         | 曲目 |
| 单曲   | 《与我同行》 - 发行公司：天浩盛世 - 發行日期：2013-01-17             | 曲目 |
| 单曲   | 《满满的爱》 - 发行公司：天浩盛世 - 發行日期：2014-02-17             | 曲目 |
| 第八张 | 《到时候》 - 发行公司：天浩盛世 - 發行日期：2015-10-20               | 曲目 1. 到时候 2. 假如我先幸福了 3. 满满的爱 4. 我的爱 5. 初衷莫忘 6. 双城印象 7. 与我同行 8. 我心飞扬 9. 永恒的爱（“球爱的天空”慈善基金会主题曲） 10. 假如我先幸福了 (伴奏) |

## 電視劇
- 2003年：《我的父親母親》飾演兒子

## 涉嫌聚众吸毒

### 案发
2009年5月19日凌晨，满文军和妻子李俐在北京朝阳区工体附近某酒吧聚众吸食摇头丸等毒品，并确认满文军尿检呈阳性。6月3日，满文军行政拘留期满。6月8日满文军就“吸毒事件”公开道歉。

### 过程
2009年8月3日，其妻李俐涉毒案，法庭当庭判决李俐有期徒刑一年，并罚款2000元。庭审中，检察官以“未到庭的证人”的身份，提供了满文军的证言。满文军的证言指认聚会是其妻李俐提前半个多月组织的。他到场后，亲眼看到妻子和其他两个人在吸食K粉。

### 复出
2009年11月7日，满文军在四川成都正式复出。

## 参加我是歌手
满文军作为补位歌手参加第四轮《我是歌手》第二季节目，但在第四轮第二场中被淘汰。
于2014年3月7日参加第五轮第一场返场演唱。